# Fallavecchia
Fallavecchia (AFI: /faʎʎaˈvɛkkja/; Faraveggia in dialetto milanese, AFI: [ˌfaːraˈvɛdʒa]) è una frazione del comune di Morimondo nella città metropolitana di Milano, posta a sud del centro abitato, verso Besate.

## Storia

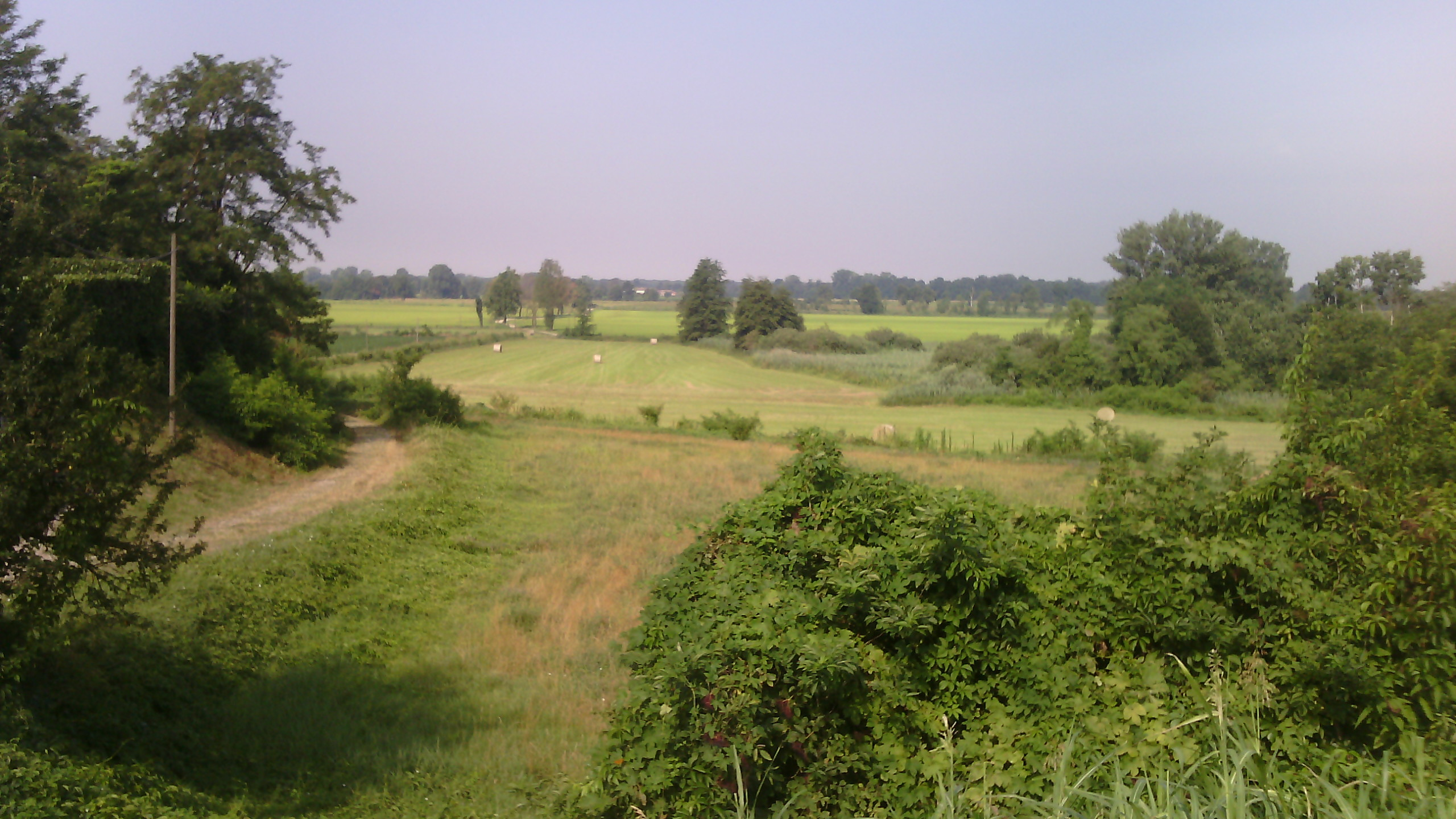
Il panorama delle campagne che circondano Fallavecchia

La fondazione del borgo risale probabilmente all'epoca longobarda se si considera il toponimo derivato appunto dal longobardo Fara Vetula. La prima citazione scritta dell'esistenza del borgo risale ad ogni modo al 1121 quando un tale Ottone di Fallavecchia viene citato in un negozio con Giovanni "del luogo di Besate".
Assieme alla frazione di Coronate ed alla comunità di Morimondo, Fallavecchia fu sin dal medioevo un centro di produzione agricola assoggettato alla locale abbazia cistercense che nel Seicento provvedette alla costruzione dell'attuale chiesa interna alla grande corte cinta da mura.
Nel 1558 la comunità di Fallavecchia risulta compresa nella pieve di Corbetta e già nel 1751 viene registrata la presenza di 515 abitanti.

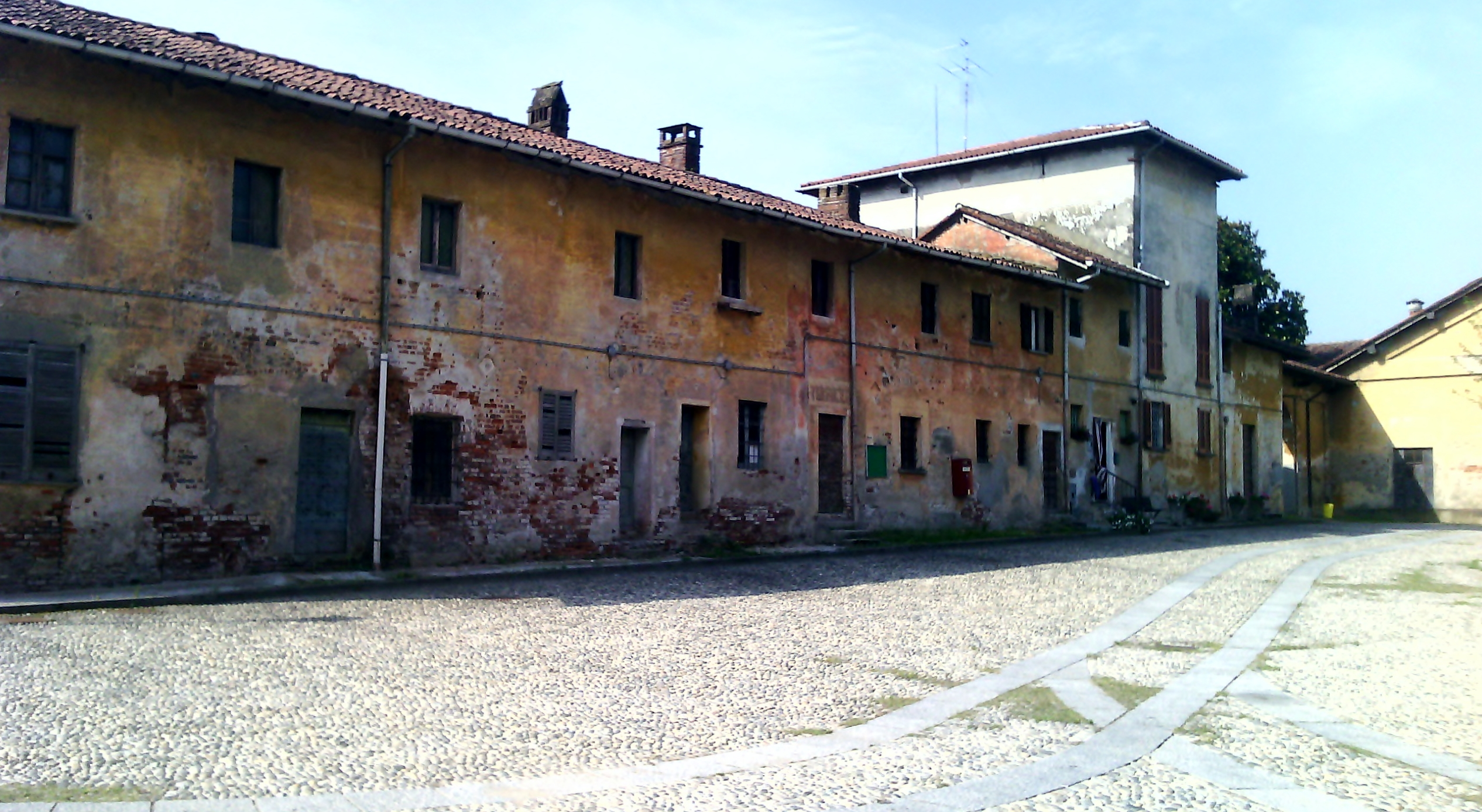
Parte interna del borgo di Fallavecchia

In base al censimento voluto nel 1771 dall'imperatrice Maria Teresa, Fallavecchia contava 570 anime. Alla proclamazione del Regno d'Italia nel 1805 risultava avere 534 abitanti. Nel 1809 un regio decreto di Napoleone gli annesse il comune soppresso di Basiano, ma nel 1811 non solo questa decisione fu annullata, ma Fallavecchia fu a sua volta incorporata a Besate. Il comune di Fallavecchia fu quindi ripristinato con il ritorno degli austriaci, venendo spostato in provincia di Pavia. Resosi conto dell'antieconomicità di quest'atto, nel 1841 il governo austriaco decise la definitiva soppressione dell'amministrazione comunale, stabilendo però stavolta la fusione con Coronate, oggi nota come Morimondo.
Nell'Ottocento il borgo venne dotato anche di una scuola elementare, edificio lungo la strada principale che oggi è sede di un laboratorio teatrale.

## Monumenti e luoghi d'interesse

### Architetture religiose

#### Chiesa parrocchiale di San Giorgio

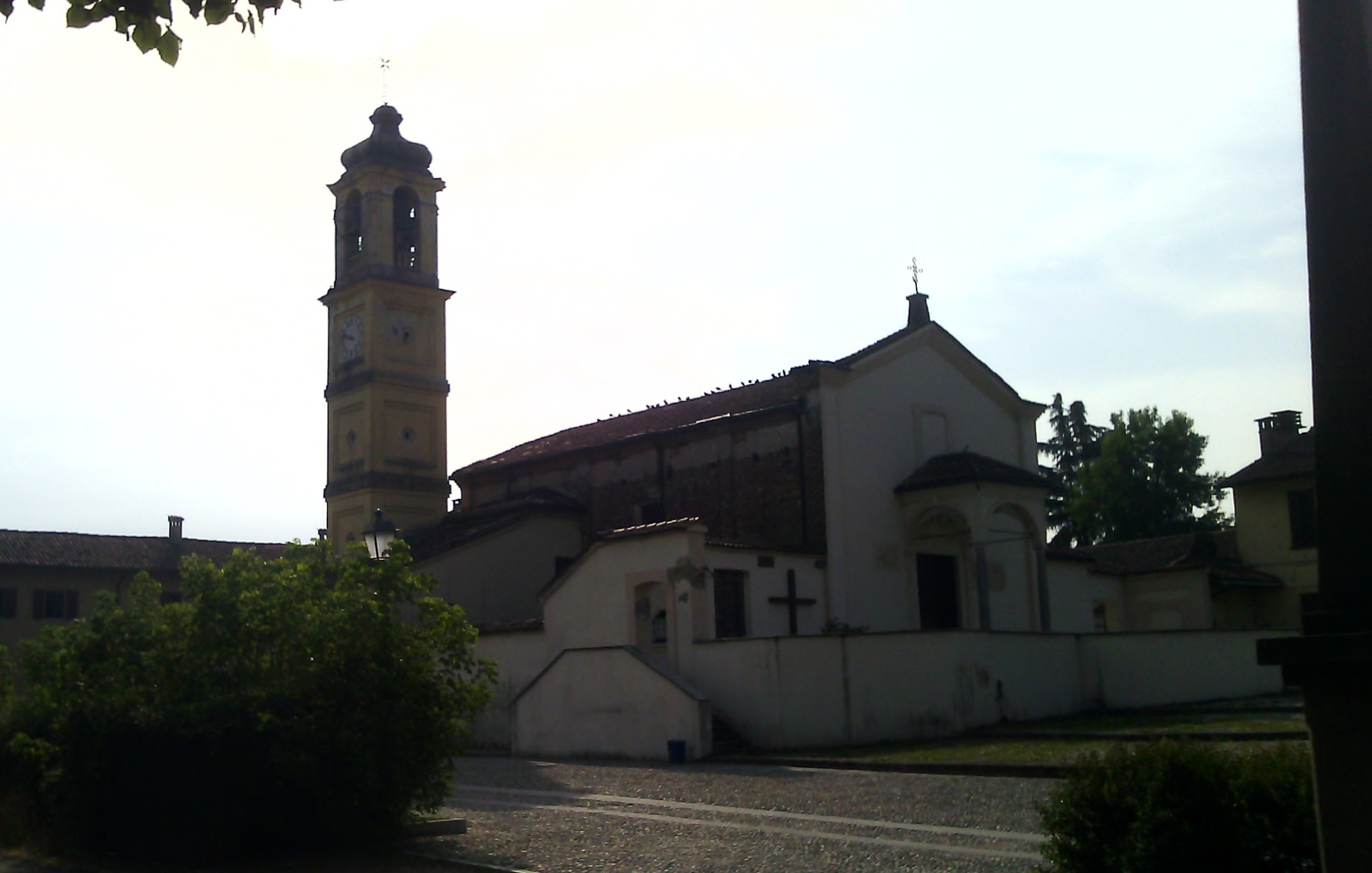
La chiesa di San Giorgio a Fallavecchia

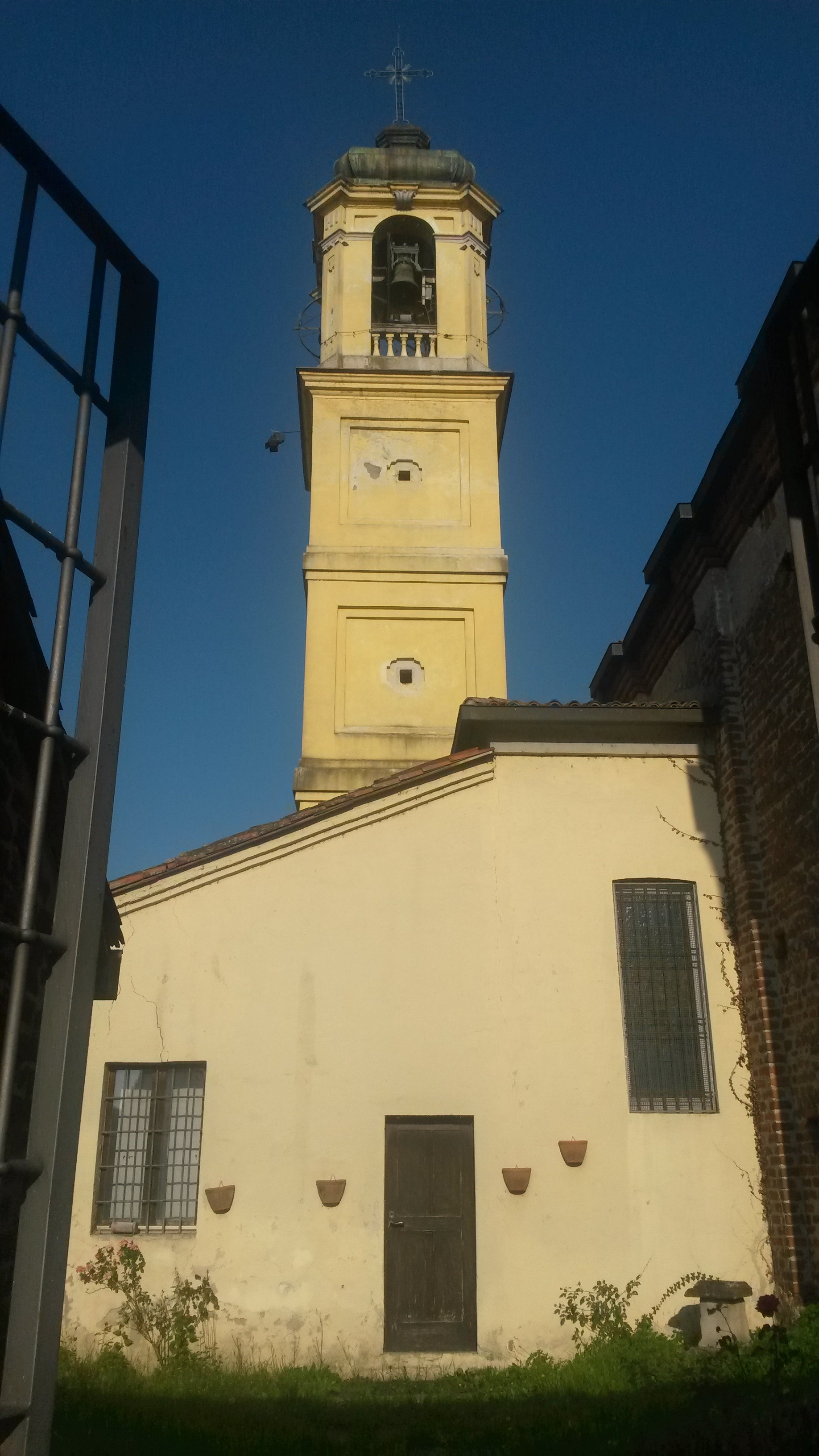
Il campanile "a cipolla" della chiesa parrocchiale di Fallavecchia

La chiesa parrocchiale di san Giorgio di Fallavecchia venne costruita nel corso del XIII secolo ad opera dei monaci cistercensi di Morimondo, dopo il completamento della chiesa abbaziale locale. Esternamente, infatti, la chiesa di Fallavecchia riprende pedissequamente i canoni stilistici della chiesa madre di Morimondo con una facciata a capanna che comunque differisce stilisticamente dalla complessità della grande struttura morimondese.
Come per la chiesa abbaziale, nei pressi del portale venne aggiunto nel Settecento un piccolo pronao a quattro colonne, mentre già dal secolo precedente erano stati rifatti completamente gli interni che hanno perso l'originale struttura in mattoni a vista voltati a vantaggio di un soffitto a cassettoni decorato, ancora oggi visibile. L'altare maggiore e gli elaborati altari laterali a stucco, vennero realizzati nel corso del XVIII secolo. A questo stesso periodo risale anche il campanile, alto 27 metri con cupola "a cipolla" e dotato di un concerto di 3 campane in Sib3.
All'interno della chiesa si trova una Madonna con Bambino scolpita su tavola in altorilievo che fu protagonista di due eventi miracolosi, uno accaduto il 4 marzo 1512 ed uno il 3 agosto 1514, occasione quest'ultima nella quale l'immagine venne vista da molti piangere lacrime di sangue. A distanza di più di mezzo secolo dagli eventi e con concorso di popolo, San Carlo Borromeo decise di erigere Fallavecchia a parrocchia nel 1569 e la chiesa, dopo accurati restauri e rifacimenti, venne riconsacrata nel 1573.
Presso la chiesa parrocchiale, nel 1574 (e cioè poco dopo la riconsacrazione della chiesa), su impulso dello stesso cardinale Borromeo, sorse la Confraternita del Santissimo Sacramento che fece costruire di fianco al tempio sacro un piccolo oratorio per le funzioni della fratrìa.

#### Oratorio di San Rocco

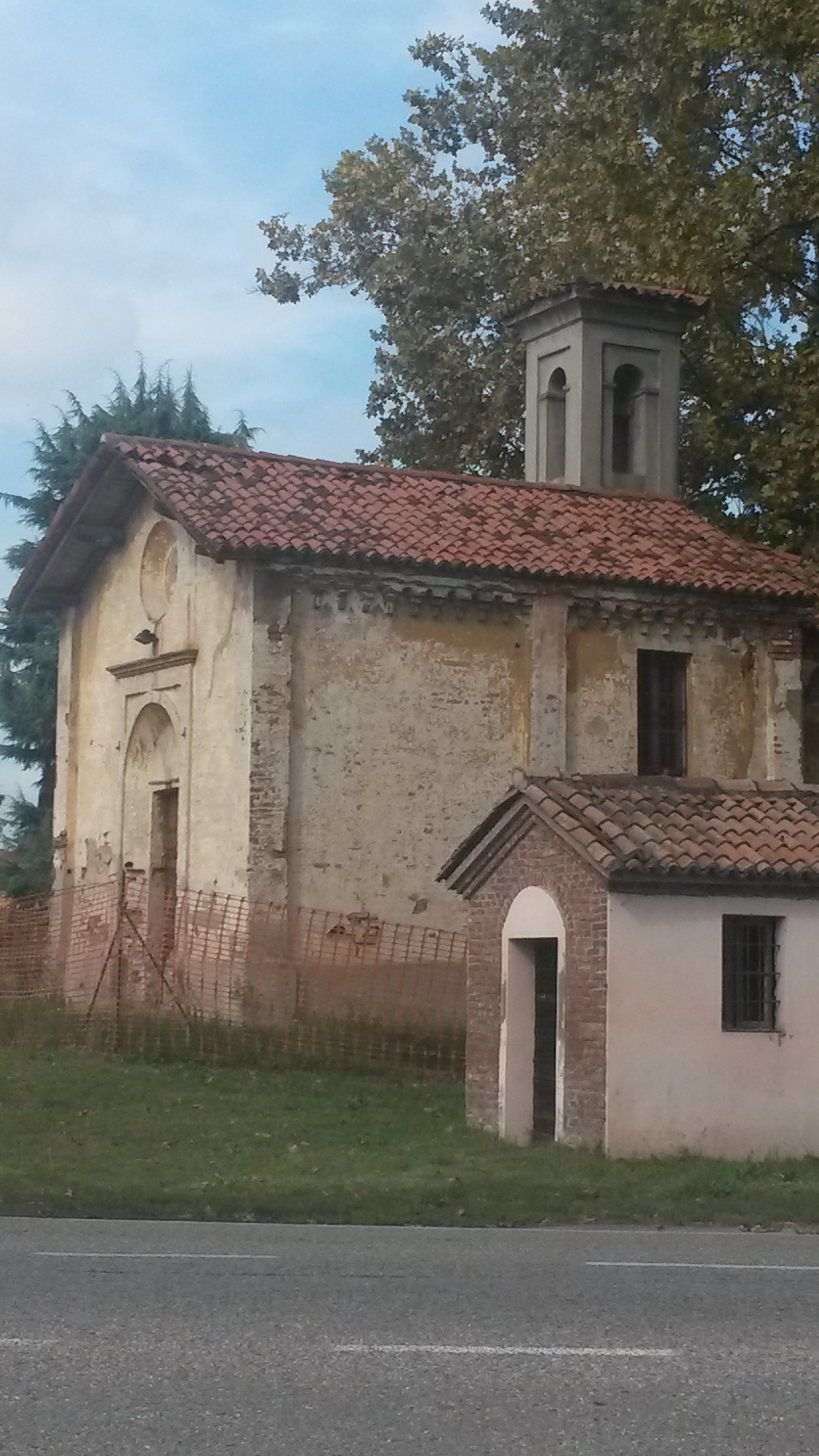
L'oratorio di San Rocco

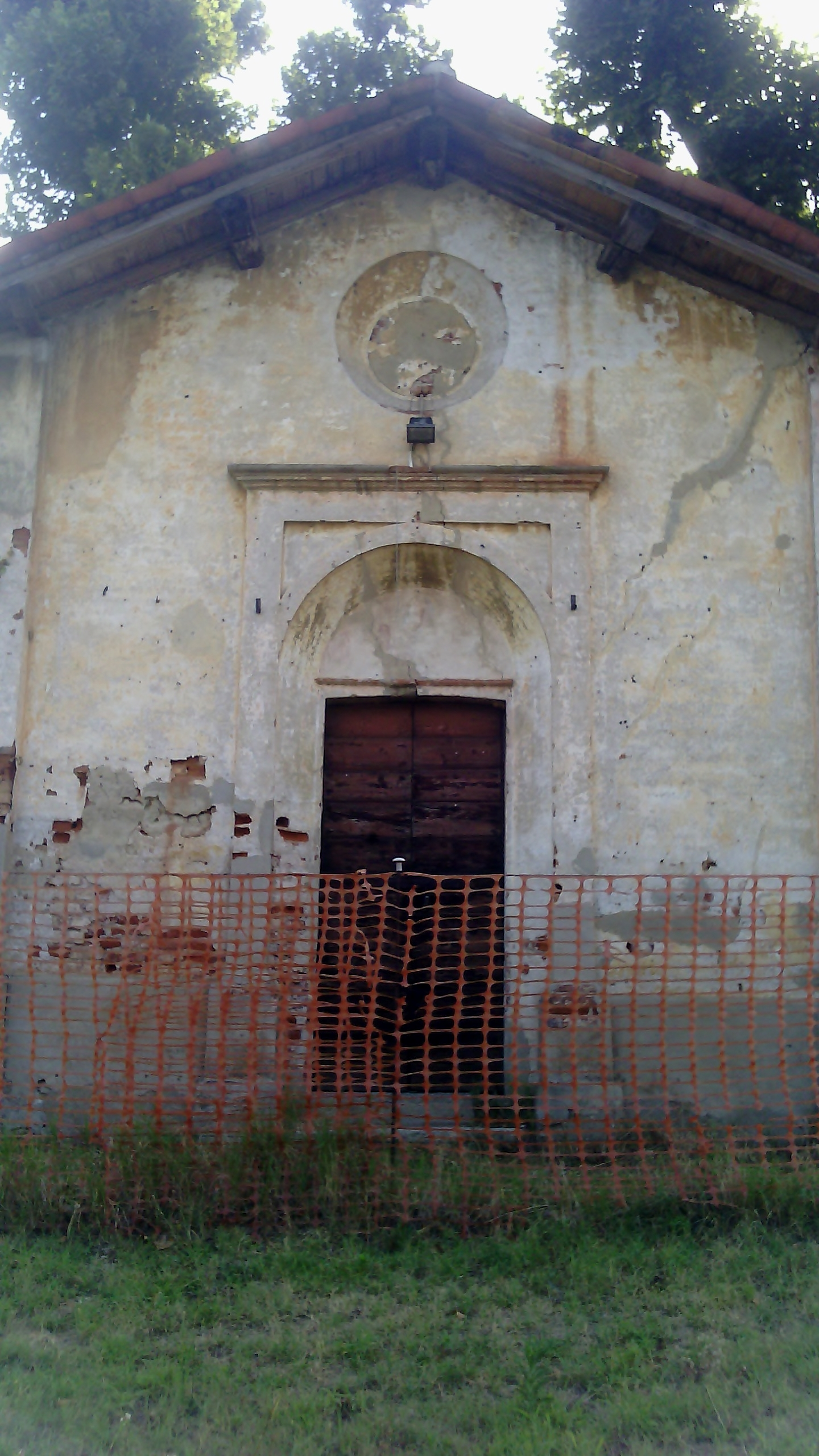
La facciata dell'oratorio

Costruita appena fuori dall'abitato, la piccola chiesa di San Rocco sorge oggi sullo svincolo viario principale che attornia le mura della cascina grande di Fallavecchia.
Edificata nel XV secolo, la chiesa venne dedicata a San Rocco, protettore degli appestati, e la sua posizione isolata rispetto alle abitazioni del nucleo chiuso di Fallavecchia fa sospettare che essa dovesse servire come lazzaretto per i lavoranti della grangia locale, a partire dalla peste del 1575. Della struttura originaria si conserva però solo la parte absidale, mentre l'aula della cappella sembrerebbe un'aggiunta tardo cinquecentesca dal momento che ancora nella visita pastorale del 1566 esso viene descritto come una semplice edicola devozionale. È per questo motivo che anche esternamente l'abside si presenta piatta anziché stondata come nella maggior parte dei casi analoghi del periodo. La struttura è decorata con archetti pensili dal tetto, mentre la facciata è completata da un portale con sobrie decorazioni, sormontato da un rosone oggi murato che dava luce all'altare interno.
All'interno si trovano dipinti ascrivibili alla scuola di Aurelio Luini dell'ultima metà del XVI secolo (probabilmente già operante nel battistero di Morimondo), pesantemente rimaneggiati nel corso dell'Ottocento, tra cui un "San Rocco" dedicatario della cappella, un "San Sebastiano" ed una "Crocifissione con Maddalena e San Giovanni Battista" forse del 1579.
Tra le lunette interne è presente anche una decorazione con una processione di confratelli in adorazione il che farebbe supporre che la chiesa venisse utilizzata dalla locale confraternita del Santissimo Sacramento (istituita da San Carlo Borromeo proprio negli anni della pestilenza cinquecentesca) come oratorio.

## Società

### Evoluzione demografica
"Abitanti censiti"

## Cultura

### Media
Fallavecchia è stata utilizzata come set cinematografico anche per una serie di produzioni tra cui:
- I girasoli di Vittorio De Sica, 1970
- Vallanzasca - Gli angeli del male di Michele Placido, 2010